# Ян III Логел
Ян III Логел (чеш. Jan III. Lohel; 1549 — 2 ноября 1622) — архиепископ Праги и великий магистр (велмистр) Ордена рыцарей креста с красной звездой в 1612—1622 годах, аббат Страговского монастыря в 1586—1612 годах.

## Ранняя биография
Ян Логел родился в Тршебени (ныне находится в районе Хеб) в семье батрака. В тринадцатилетнем возрасте Логел поступил в качестве служки при богослужениях в премонстратский монастырь в Тепле. В 1573 году Логел принял монашество и вступил в орден премонстратов.
После окончания Пражского университета Ян Логел вернулся Теплу, где стал проповедником и субприором.

## Стаговский аббат
В 1578 году Логел поступил в Страговский монастырь в Праге, где в 1582 году занял должность приора, а в 1586 году стал аббатом монастыря. Следующим этапом его карьеры стала полученная в 1587 году должность генерального викария (циркатора) богемской циркарии (провинции) ордена премонстратов, в юрисдикцию которой в то время входила восточная часть территории Священной Римской империи и Польша.
Став аббатом, Логел и все свои силы и способности посвятил восстановлению монастыря, находившегося в упадке. Новый аббат способствовал не только возрождению духовной жизни, но и организовал материальный подъём монастыря. Логел начал восстановление монастырского костела Вознесения Девы Марии и хозяйственных зданий аббатства, построил новую спальню и трапезную, а также разбил монастырские сады.
В 1599 году император Рудольфа II в благодарность за спасение Праги от эпидемии чумы повелел построить на территории Страговского монастыря Костел Святого Роха. Ян Логел воздвиг костёл в 1602—1612 годах.

## Архиепископ Праги
В 1602 году Ян Логел был назначен вспомогательным епископом (ауксилиарием) Праги. В связи с продолжительной болезнью архиепископа Карела из Ламберка управление Пражской архиепархией фактически перешло к Логелу. 14 мая 1612 года папа Павел V назначил его архиепископом-коадъютором с правом наследования епископской кафедры. 18 сентября того же года после смерти Карела из Ламберка коадъютор Логел наследовал сан архиепископа Праги под именем Яна III.
В должности страговского аббата Логела сменил Кашпар из Квестенберка.
В качестве архиепископа Праги Ян III получил известность как последовательный борец против распространения идей гуситов и других протестантских общин. В 1617 году он санкционировал разрушение протестантского костёла в городе Гробе. В 1618 год, когда началось Чешское восстание сословий против власти Габсбургов, Ян III был изгнан из Чехии и вернулся в Прагу только после битвы на Белой Горе в 1620 году.
В 1622 году архиепископ Ян Логел запретил в Чешскоморавской провинции причащать под обоими видами.